# Вілла-Гроув (Іллінойс)
Вілла-Гроув (англ. Villa Grove) — місто (англ. city) в США, в окрузі Дуглас штату Іллінойс. Населення — 2472 особи (2020).

## Географія
Вілла-Гроув розташована за координатами 39°51′52″ пн. ш. 88°9′35″ зх. д. / 39.86444° пн. ш. 88.15972° зх. д. (39.864477, -88.159729).  За даними Бюро перепису населення США в 2010 році місто мало площу 3,90 км², з яких 3,88 км² — суходіл та 0,02 км² — водойми.

## Демографія
Згідно з переписом 2010 року, у місті мешкало 2537 осіб у 1025 домогосподарствах у складі 706 родин. Густота населення становила 650 осіб/км².  Було 1101 помешкання (282/км²).
Расовий склад населення:
| - 96,2 % — білих - 0,3 % — корінних американців - 0,3 % — азіатів - 0,2 % — чорних або афроамериканців - 1,1 % — осіб інших рас |

До двох чи більше рас належало 1,9 %. Частка іспаномовних становила 2,4 % від усіх жителів.
За віковим діапазоном населення розподілялося таким чином: 25,7 % — особи молодші 18 років, 60,0 % — особи у віці 18—64 років, 14,3 % — особи у віці 65 років та старші. Медіана віку мешканця становила 37,0 року. На 100 осіб жіночої статі у місті припадало 102,2 чоловіків;  на 100 жінок у віці від 18 років та старших — 96,9 чоловіків також старших 18 років.
Середній дохід на одне домашнє господарство  становив 53 447 доларів США (медіана — 42 500), а середній дохід на одну сім'ю — 63 555 доларів (медіана — 57 361). Медіана доходів становила 37 438 доларів для чоловіків та 32 083 долари для жінок. За межею бідності перебувало 9,9 % осіб, у тому числі 17,0 % дітей у віці до 18 років та 4,8 % осіб у віці 65 років та старших.
Цивільне працевлаштоване населення становило 1029 осіб. Основні галузі зайнятості: освіта, охорона здоров'я та соціальна допомога — 26,7 %, роздрібна торгівля — 18,1 %, виробництво — 14,5 %.